# Ettore Ferraroni
Ettore Ferraroni (Cremona, 17 gennaio 1968) è un ex calciatore italiano, di ruolo centrocampista.

## Carriera
Vanta 82 presenze in Serie A con la maglia della Cremonese.

## Palmarès

### Club

#### Competizioni giovanili
- Coppa Italia Primavera: 1

Cremonese: 1986-1987

#### Competizioni internazionali
- Coppa Anglo-Italiana: 1

Cremonese: 1992-1993